# Блиск (мінералогія)
Бли́ск (староукр. блищ, англ. glance, нім. Glanz) — 

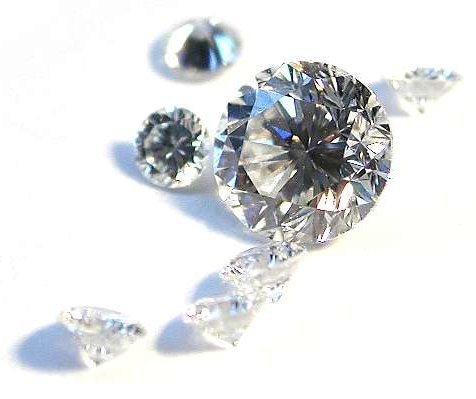
Діамант.

1) Фізична властивість мінералів, одна з їх головних діагностичних ознак. Зумовлений відбиттям світлового променю від поверхні мінералу. Блиск — оптичний ефект, що викликається відбиттям частини світлового потоку, що падає на мінерал. Важливим фактором, що створює блиск, є показник заломлення, дисперсія, оптична густина і текстура поверхні (яка може бути поверхнею кристала або поверхнею зламу). Варіації цих властивостей створюють різні види блиску, тоді як варіації кількості відбитого світла створюють різну інтенсивність того самого блиску. Тип та інтенсивність блиску однакові для кристалічних граней однакової симетрії, але можуть відрізнятися для тих, що мають іншу симетрію.
Блиск як пошукова ознака мінералу використовувався ще в давнину. Георг Агрікола у 5-му розділі своєї книги «Про гірничу справу та металургію» («De Re Metallica»)  пише: "Індіанці і деякі інші народи шукають в глибоких підземних жилах дорогоцінні камені, але останні частіше знаходять за кольором і особливо за блиском при видобутку руд".
Розрізнюють такі основні блиски мінералів:
- скляний

Скляний — цей блиск характеризує приблизно 70 % усіх мінералів. Мінерали зі склоподібним блиском мають відбивні властивості, подібні до скла. Більшість силікатів, карбонатів, фосфатів, сульфатів, галогенідів і гідроксидів мають склоподібний блиск. Приклади: енстатит, лазуліт, фенакіт і уваровіт.
- алмазний або адаматновий (у давньогрецькій мові ἀδάμας (адамас), родовий відмінок ἀδάμαντος (адамантос), буквально «непереможний, неприборканий»)

Адамантовий блиск найбільш характерний для алмазу. Мінерали з алмазним блиском прозорі або напівпрозорі і мають високий показник заломлення. Ці мінерали є рідкісними, наприклад, церусит, циркон і кубічний цирконій,  каломель, лінарит, піраргірит.
Мінерали з меншим (але все ще відносно високим) ступенем блиску називають субадамантними, деякі приклади — гранат і корунд.
- металічний і напівметалічний

Металічний блиск мають непрозорі мінералиб на вигляд схожі на метал. До цієї категорії належать металічні елементи, більшість сульфідів і деякі оксиди. Більшість мінералів із металічним блиском є безбарвними або сірими з різними градаціями і тому мають відблиски від сірого до сріблястого, як, наприклад, спериліт і стибніт. Деякі кольорові метали, такі як мідь і золото, а також деякі мінерали, такі як пірит (золотисто-жовтий), кермезит (червоний), гібоніт (коричневий) і гематит (чорний) мають відповідний колір блиску завдяки своєму властивому кольору. Крім того, тонкі шари атмосферних впливів можуть призвести до барвистих райдужних відтінків.
Субметалічний блиск притаманний непрозорим або майже непрозорим мінералам, які добре відбивають світло. Тонкі осколки або зрізи субметалічних мінералів просвічуються.
- масний (жирний)

Жирний — блиск мінералу, який виглядає так, ніби він вкритий жиром, наприклад, нефелін, цераргірит,  ганіт, цероліт і пірохлор.
- смолистий

Смолистий — це блиск багатьох жовтих, темно-помаранчевих або коричневих мінералів із помірно високими показниками заломлення — схожий на мед, але не обов'язково такого ж кольору.
Ці мінерали нагадують смолу, зазвичай радіоактивні та пройшли процес метамікції.
- восковий, матовий

Восковий — восковий блиск описує мінерал, який виглядає так, ніби він покритий шаром воску.
- шовковистий

Шовковистий блиск є результатом того, що мінерал має тонку волокнисту структуру. Мінерали з шовковистим блиском мають оптичні властивості, подібні до шовкової тканини. Наприклад, атласний шпат, хризоберил, тигрове око та соколине око.
- Перламутровий — описує блиск, подібний до внутрішньої сторони мушлі молюска або ґудзика сорочки. Багато слюд, також тальк мають перламутровий блиск, а деякі мінерали з перламутровим блиском мають райдужний відтінок. Деякі мінерали можуть мати перламутровий блиск на розколотих кристалічних поверхнях, розташованих паралельно та під поверхнею мінералу. Приклади: брусит і смітсоніт.

- Тьмяний блиск визначає мінерали з поганими відбиваючими якостями, подібно до неглазурованої порцеляни. Більшість мінералів з тьмяним блиском мають шорстку або пористу поверхню без блиску, наприклад, крейда. При повній відсутності блиску мінерал характеризується як тьмяний.

Деякі науковці виділяють два основних види блиску: металічний і неметалічний. При цьому виокремлюють декілька підтипів неметалічного блиску, а саме склоподібний, смолистий, перламутровий, жирний, шовковистий, адамантиновий, тьмяний і восковий.
Блиск змінюється в широкому діапазоні, тому немає жорстких меж між різними типами блиску. З цієї причини різні джерела часто можуть по-різному описувати один і той же мінерал. Ця неоднозначність ще більше ускладнюється здатністю блиску сильно змінюватися в межах певного виду мінералу. Терміни часто комбінують для опису проміжних типів блиску (наприклад, «скляний масний» блиск).
Деякі мінерали виявляють незвичайні оптичні явища, такі як астеризм (відображення зіркоподібної світної області) або ефект котячого ока (відображення сяючих смуг, які, здається, рухаються під час обертання зразка).
2) Загальна назва сульфідів металів, для яких характерний металічний блиск (староукраїнською — блищ).
Розрізняють:
- блиск авантюриновий (те саме, що камінь сонячний);
- блиск арсено-нікелистий та арсено-нікелевий (зайва назва ґерсдорфіту);
- блиск арсено-стибієвий (інша назва стибарсену);
- блиск арсено-стибієвий нікелевий (інша назва кориніту);
- блиск арсено-сурм'яно-нікелевий (зайва назва ґерсдорфіту, який містить сурму);
- блиск бісмутовий (застаріла назва бісмутину);
- блиск арсеновий, бісмутовий арсеновий та бісмуто-арсеновий (суміш самородного арсену з арсенолітом);
- блиск бісмуто-кобальтовий (зайва назва кобальтину, який містить бісмут);
- блиск бісмуто-стибієво-нікелевий (застаріла назва каліліту);
- блиск гнучкий срібний (штернбергіт);
- блиск дзеркальний (верліт);
- блиск дистомовий (бурноніт);
- блиск евтомовий (молібденіт);
- блиск євгеновий (полібазит);
- блиск залізний (явнокристалічна відміна гематиту);
- блиск залізо-стибієвий (бертьєрин);
- блиск кобальто-свинцевий (клаусталіт);
- блиск кобальтовий (кобальтит);
- блиск лускуватий (зайва назва франкеїту);
- блиск марганцевий (алабандит);
- блиск мідний (застаріла назва халькозину);
- блиск мідно-бісмутовий (інша назва емплектиту);
- блиск мідно-свинцевий (суміш ґаленіту з халькозином);
- блиск мідно-срібний (інша назва штромейєриту);
- блиск мідно-стибієвий (інша назва халькостибіту);
- блиск молібденовий (застаріла назва молібденіту);
- блиск молібдено-свинцевий (інша назва вульфеніту);
- блиск нікелевий (1 — зайва назва ґерсдорфіту; 2 — зайва назва ульманіту);
- блиск нікелево-бісмутовий (суміш лінеїту з бісмутином);
- блиск нікелево-арсеновий (зайва назва ґерсдорфіту);
- блиск нікелево-стибієвий (ульманіт);
- блиск олов'яно-мідний (зайва назва станіну);
- блиск письмовий (зайва назва сильваніту);
- блиск ртутний (зайва назва онофриту);
- блиск свинцевий (застаріла назва ґаленіту);
- блиск свинцевий селеновий (клаусталіт);
- блиск свинцевий селено-мідистий (суміш клаусталіту з умангітом);
- блиск свинцево-бісмутовий (інша назва галенобісмутиту);
- блиск свинцево-арсеновий (сарторит);
- блиск свинцево-стибієвий (застаріла назва цинкеніту);
- блиск селеновий (зайва назва науманіту);
- блиск селено-бісмутовий (зайва назва гуанагуатиту);
- блиск селено-свинцево-бісмутовий (галенобісмутит селенистий);
- блиск селено-срібний (науманіт);
- блиск срібний (застаріла назва арґентиту);
- блиск срібний ромбічний (інша назва акантиту);
- блиск срібний телуристий (зайва назва геситу);
- блиск срібний чорний (зайва назва стефаніту);
- блиск срібно-бісмутовий (зайва назва матильдиту);
- блиск срібно-мідний (зайва назва штромейєриту);
- блиск срібно-свинцевий (зайва назва ґаленіту, який містить до 1 % Ag);
- блиск срібно-стибієвий (1 — зайва назва міаргіриту; 2 — зайва назва дискразиту);
- блиск сталевий стибієвий (зайва назва джемсоніту);
- блиск стибієвий та блиск стибієвий сірий (застаріла назва антимоніту);
- блиск стибієвий аксотомічний та блиск стибієвий променистий (інша назва джемсоніту);
- блиск стибієво-арсеново-нікелевий (інша назва кориніту);
- блиск стибієво-мідний (інша назва бурноніту);
- блиск стибієво-нікелевий (застаріла назва ульманіту);
- блиск стибієво-нікелево-кобальтовий (інша назва ульманіту кобальтистого);
- блиск стибієво-свинцевий (застаріла назва бурноніту);
- блиск стибієво-срібний та блиск чорний срібний (застаріла назва стефаніту);
- блиск телуристий срібний (інша назва геситу);
- блиск телуровий (інша назва нагіагіту);
- блиск телуро-бісмутовий (застаріла назва тетрадиміту);
- блиск халібіновий (застаріла назва джемсоніту).